# Dexia quadristriata
Dexia quadristriata là một loài ruồi trong họ Tachinidae.